# B.F.'s Daughter
 B.F.'s Daughter és una pel·lícula estatunidenca dirigida per Robert Z. Leonard, estrenada el 1948 i protagonitzada per Barbara Stanwyck i Van Heflin. Adaptació de la controvertida novel·la de John P. Marquand de 1946 del mateix nom, però el guió tot just toca els elements controvertits i és un melodrama bastant convencional.

## Argument
Polly Fulton (Barbara Stanwyck) és la filla única del ric industrial B.F. Fulton (Charles Coburn). Té previst casar-se amb l'home dels seus somnis, l'advocat Robert Tasmin (Richard Hart), un senyor agradable i fiable que té la plena aprovació de la seva família. Però llavors Polly coneix Tom Brett, un intel·lectual insolent (Van Heflin), que culpa gairebé tots els problemes del món als rics. Tom i Polly no s'agraden al principi, però ella el troba excitant comparat amb la "camisa estarrufada" de Tasmin. Aviat Tom i Polly s'enamoren i es casen.
Quan arriba la Segona Guerra Mundial, Tom té una feina d'alt nivell a Washington, de la qual no pot parlar. Ell i Polly rarament es veuen i comencen a portar vides separades, portant la relació a un punt de la crisi. A Polly li arriba el rumor que Tom està tenint un afer. I queda afectada per la notícia que Bob Tasmin, oficial militar, casat amb la millor amiga de Polly, ha mort aparentment en una missió darrere les línies enemigues. Quan es revela la veritat sobre les dues situacions, Polly i Tom afrontaran finalment els seus propis problemes cara a cara i s'assabentaran del que realment signifiquen l'un per a l'altre.

## Adaptació radiofònica
L'11 de desembre de 1950, l'emissora Lux Radio Theater emet una adaptació radiofònica de B. F.'s Daughter amb Barbara Stanwyck en el seu paper en el film.

## Repartiment
- Barbara Stanwyck: Pauline 'Polly' Fulton Brett
- Van Heflin: Thomas W. 'Tom' Brett
- Charles Coburn: Burton F. 'B.F.' Fulton
- Richard Hart: Robert S. 'Bob' Tasmin III
- Keenan Wynn: Martin Delwyn 'Marty' Ainsley
- Margaret Lindsay: 'Apples' Sandler
- Spring Byington: Gladys Fulton
- Marshall Thompson: El mariner
- Barbara Laage: Eugenia Taris
- Thomas E. Breen: Major Isaac Riley, pilot
- Fred Nurney: Jan

## Nominacions
- 1949. Oscar al millor vestuari per Irene